# زورخانه زرقان
زورخانه زرقان مربوط به دوره قاجار است و در ، شهرستان  زرقان، ، میدان امام خمینی، ابتدای خیابان شهید رضازاده واقع شده و این اثر در تاریخ ۳۰ بهمن ۱۳۸۶ با شمارهٔ ثبت ۲۰۹۰۸ به‌عنوان یکی از آثار ملی ایران به ثبت رسیده است.